# Lasioglossum punctifrons
Lasioglossum punctifrons är en biart som först beskrevs av Crawford 1914.  Lasioglossum punctifrons ingår i släktet smalbin, och familjen vägbin. Inga underarter finns listade i Catalogue of Life.